# Rdza koronowa owsa
Rdza koronowa owsa (ang. crown rust of grasses) – grzybowa choroba owsa wywołana przez Puccinia coronata. Jest to choroba z grupy rdzy.

## Szkodliwość
Rdza zwykle prowadzi do obumarcia pojedynczych liści, nie zaś całej rośliny, jednak obniża zdolności fotosyntetyczne rośliny, co zmniejsza jej produktywność i hamuje wzrost. Ponadto zainfekowane rośliny są bardziej wrażliwe na suszę, co pośrednio wpływa na ich śmiertelność. Prawie w każdym regionie upraw owsa dochodziło do zarażenia tą chorobą, a w czasie największych klęsk plony były obniżone nawet o 40%.
Początkowo choroba obserwowana była u owsa (Avena), ale od niedawna obserwuje się ją na jęczmieniu (Hordeum), po raz pierwszy w 1992 roku w pobliżu Clay Center w stanie Nebraska. Rdza koronowa znacznie obniża plonowanie jęczmienia.
Ponieważ Puccinia coronata jest pasożytem dwudomowym, ponadto ma duże wymagania co do temperatury, późno atakuje zboża i zazwyczaj przed żniwami w Polsce nie wyrządza większych szkód. Stanowi jednak zagrożenie późnych zasiewów i dla odmian zbóż późno dojrzewających. Ma duże znaczenie w przypadku przeznaczenia zbiorów owsa na cele spożywcze dla ludzi (np. na płatki owsiane). W rejonach o cieplejszym i suchym klimacie rdza koronowa owsa staje się jego chorobą o największym znaczeniu ekonomicznym.
Rdza koronowa pasożytująca zwykle na jęczmieniu może również skutecznie zarażać żyto (Secale). Poza tym patogen atakuje także liczne gatunki dzikich traw, wśród nich perz właściwy (Elytrigia repens) i jęczmień grzywiasty (Hordeum jubatum). Na wspomnianych gatunkach grzyb łatwo wytwarza telia, a w nich telispory zdolne do przetrwania zimy.

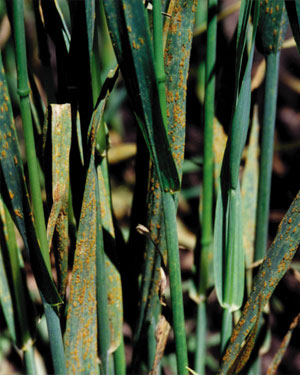
Uredia rdzy koronowej

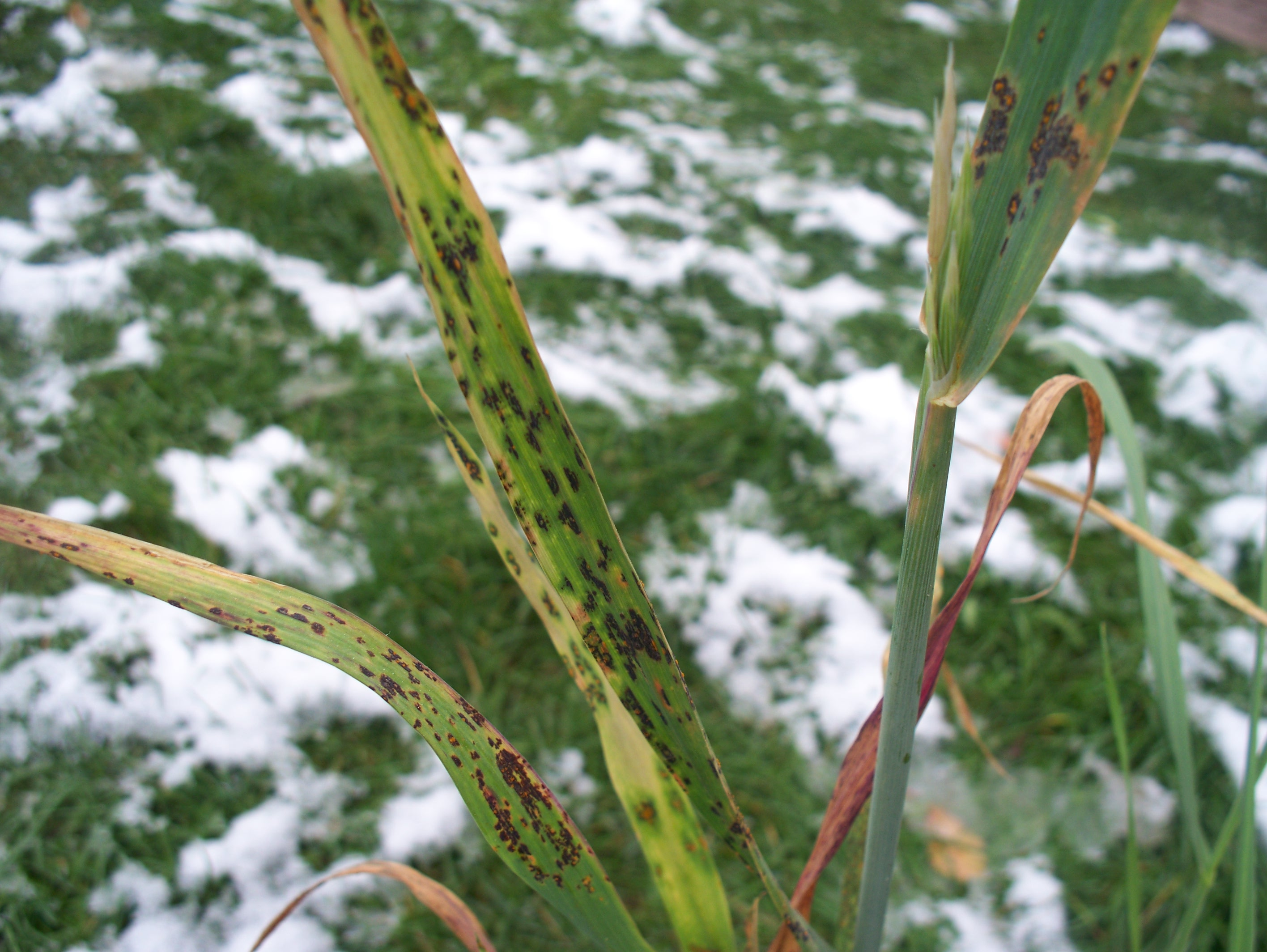
Telia rdzy koronowej

## Objawy
Pierwszymi objawami choroby są żółtopomarańczowe plamki w postaci pasm lub okrągłych plamek pojawiające się na pochwach liściowych i plewkach. Występują głównie wzdłuż wiązki przewodzącej a niekiedy na blaszce liści między wiązkami. Stopniowo obejmują one coraz większą powierzchnię. Są to skupiska urediniów powodujące chlorozy tkanek liścia. Zwykle pojawiają się pod koniec czerwca w fazie kłoszenia lub wyrzucania kwiatostanów. Później tworzą się na liściach i pochwach liściowych niewielkie, czarne smugi lub plamki. Są to skupiska teliów, w których tworzą się zarodniki przetrwalnikowe – teliospory. Często pierścieniowato otaczają one uredinia, ale czasami tworzą się bezładnie na dolnej stronie liści i pochw liściowych – zwykle przez długi czas ukryte pod ich skórką.

## Etiologia
Rdza koronowa prawdopodobnie rozwinęła się niezależnie wewnątrz różnych linii gatunku w odpowiedzi na mechanizmy obronne żywicieli. Każda z linii pasożyta może atakować konkretną linię roślin w obrębie gatunku typowego żywiciela. Na przykład istnieje ponad 290 linii P. coronata. Niekiedy rośliny z opornymi fenotypami nie są atakowane, jednak pojawiają się również zjadliwsze odmiany pasożyta zdolne do zasiedlania nawet odpornych roślin.
Pasożyt powoduje tak duże straty, ponieważ optymalne warunki jego rozwoju są bardzo zbliżone do warunków sezonowych związanych z najwyższym plonowaniem owsa. Uredospory odmiany avenae kiełkują najlepiej w zakresie temperatury 10–30 °C, a dla dalszego wzrostu optymalna jest temperatura 20 °C.
Zjadliwość P. coronata avenae i odporność dzikiego owsa są dobrze zbadane. Wydaje się, że odporność owsa zależy od genetycznych cech P. coronata avenae, natomiast zjadliwość P. coronata avenae zależy od odmiany atakowanego owsa. Najprawdopodobniej wiele cech kontroluje zjadliwość pasożyta i odporność gospodarza co sugeruje złożone zależności koewolucyjne. Kilka specyficznych loci odpowiada za wzmocnienie odporności. Np. dominujący allel Pca, który jak stwierdzono odpowiadał za wytworzenie odpornego fenotypu na dziewięć izolatów P. coronata. Dodatkowo wspomniane izolaty P. coronata wzbudzały skuteczną obronę u żywicieli dzięki innemu loci niesprzężonemu z Pca. Wszystko to sugeruje, że odporność u owsa jest kontrolowana przez wiele genów. Niektóre badania sugerują, że reakcja odpornościowa jest zależna od fizjologicznych właściwości rdzy wynikających odmiennych mutacji jakie mogły skumulować się w odizolowanych liniach.
Odkryto, że ekspresja pewnych genów odpowiedzialnych za syntezy avenalumin jest podstawą obrony przed P. coronata avenae. Avenaluminy są obecne tylko tam gdzie doszło do zarażenia roślin i nigdzie indziej. Wytwarzanie avenaluminy jest regulowane przez niektóre z tych genów, które okazały się nadawać oporność w pewnych liniach owsa, co wskazuje na ich szerszą rolę w odporności. Oprócz całkowitej oporności przeciwko P. coronata u pewnych linii (opartej na avenaluminach) swoje znaczenie ma również odporność częściowa u innych.
Rozprzestrzeniane przez wiatr urediospory mogą rozprzestrzeniać grzyba na pewne odległości od organizmu żywiciela pierwotnego. Zasięg rozprzestrzeniania się pasożyta w ciągu sezonu wegetacyjnego może wynosić setki kilometrów.
Odporność na rdzę koronową została zidentyfikowana w materiale genetycznym jęczmienia pochodzącym z różnych regionów jednak większość amerykańskich upraw jęczmienia jest podatna na pasożyta. Zwykle P. coronata może przezwyciężyć oporny gen w ciągu pięciu lat, co znacząco utrudnia walkę z pasożytem. Naukowcy z Agricultural Research Service wprowadzili pojedyncze geny produkujące białka, które uważają, że rozpoznają rdzę koronową i odpowiadają za wytworzenie odporności w roślinie. Jednak z powodu szybkiego przystosowywania się P. coronata do odpornych szczepów owsa nadzieję budzi inna odmiana owsa (Avena barbata), dotychczas uważana za chwast jednak posiadający godne uwagi geny odporności. Głównym celem badaczy jest nie tylko zapewnienie odporności na rdze korową, ale także opracowanie odmian owsa o pożądanych cechach, takich jak wysoka produktywność oraz odporność na suszę.